# Aethriamanta
Aethriamanta é um género de libelinha da família Libellulidae.
Este género contém as seguintes espécies:
- Aethriamanta aethra Ris, 1912
- Aethriamanta brevipennis (Rambur, 1842)
- Aethriamanta circumsignata Selys, 1897
- Aethriamanta gracilis (Brauer, 1878)
- Aethriamanta nymphaeae Lieftinck, 1949
- Aethriamanta rezia Kirby, 1889